# Кучугури (Темрюцький район)
Кучугури — селище у Темрюцькому районі Краснодарського краю Росії. Входить до складу Фонталовського сільського поселення.
Населення 2 471 мешканців.
Селище розташовано на північному заході Таманського півострова, на березі Темрюцької затоки Азовского моря, за 4 км північніше станиці Фонталовська, за 35 км на захід від міста Темрюк.